# 2003 في فرنسا
فيما يلي قوائم الأحداث التي وقعت خلال عام 2003 في فرنسا.

## سياسة

### انتهاء فترة المنصب
- 1 نوفمبر – جان كلود تريشيه Governor of the Bank of France [الإنجليزية]‏.

## رياضة
- 1 يناير – دورة فرنسا المفتوحة 2003
- 1 يناير – سباق باريس روبيه 2003
- 1 يناير – كأس القارات 2003 الفائز منتخب فرنسا لكرة القدم.

## أفلام
من الأفلام التي صدرت هذه السنة في فرنسا:
- 1 يناير – أطراف أصابع القدم من إخراج ماثيو برايت.
- 1 يناير – ألف شهر من إخراج فوزي بنسعيدي.
- 1 يناير – التوتر الشديد من إخراج ألكسندر أجا.
- 1 يناير – العيون الجافة من إخراج نرجس النجار.
- 1 يناير – الغزوات البربرية من إخراج دينيس أركاند.
- 1 يناير – بعد 28 يوما من إخراج داني بويل.
- 1 يناير – جوني إنجلش من إخراج بيتر هاويت.
- 1 يناير – حالمون من إخراج برناردو برتولوتشي.
- 1 يناير – حوض سباحة من إخراج فرانسوا أوزون.
- 1 يناير – ذا كوايت أميركان من إخراج فيليب نويس.
- 1 يناير – راهبات مجدلين من إخراج بيتر مولان.
- 1 يناير – رجاء من إخراج جاك دويلون.
- 1 يناير – رشيدة من إخراج يامينا بشير.
- 1 يناير – طوفان في بلاد البعث من إخراج عمر أميرلاي.
- 1 يناير – لا رجعة فيه من إخراج غاسبار نوي.
- 1 يناير – وصمة عار إنسان من إخراج روبرت بنتون.
- 12 مايو – الأرض المحايدة من إخراج دانيس تانوفيتش.
- 18 مايو – مدينة الرب من إخراج فرناندو ميريليس، كاتيا لوند.
- 19 مايو – دوجفيل من إخراج لارس فون ترايير.
- 17 سبتمبر – السيد إبراهيم من إخراج فرانسوا دوبيرون.
- 10 أكتوبر – الناقل من إخراج كوري يون، لويس ليترير.
- 14 نوفمبر – الحب الحقيقي من إخراج ريتشارد كورتيس.

## برامج ومسلسلات وأنمي
- أبطال ليوكو

## موسيقى

### أغاني
من الأغاني التي صدرت هذه السنة في فرنسا:
- 1 أبريل – لوسينغ غريب من غناء آفريل لافين.

## وفيات

### فبراير
- 10 فبراير – ألفريد أستون (مواليد 1912) لاعب كرة قدم فرنسي.
- 20 فبراير – موريس بلانشو (مواليد 1907)
- 28 فبراير – ألبرت باتو (مواليد 1919) لاعب كرة قدم فرنسي.

### مايو
- 12 مايو – صدر الدين آغا خان (مواليد 1933)
- 15 مايو – غابرييل روبرت (مواليد 1920) لاعب كرة قدم.
- 23 مايو – جان ياني (مواليد 1933) ممثل فرنسي.
- 24 مايو – فرنسوا بوير (مواليد 1920) كاتب سيناريو فرنسي.
- 31 مايو – نيكولا بارون (مواليد 1931) دراج فرنسي.

### يونيو
- 20 يونيو – أندريه غريلون (مواليد 1921)

### يوليو
- 5 يوليو – إيزابيلا أميرة أورليان-براغانزا (مواليد 1911) كاتبة فرنسية.

### أغسطس
- 12 أغسطس – كريستيان بسوس (مواليد 1908) لاعب كرة مضرب فرنسي.

### سبتمبر
- 26 سبتمبر – روبرت لومبارد (مواليد 1921) ممثل فرنسي.

### أكتوبر
- 1 أكتوبر – فيرناند ديفلامينك (مواليد 1932) لاعب كرة قدم فرنسي.

### نوفمبر
- 25 نوفمبر – دينيسي نويل (مواليد 1922) ممثلة فرنسية.